# 短柄枹栎
短柄枹栎（学名：Quercus serrata var. brevipetiolata）为壳斗科栎属下的一个变种。

## 扩展阅读
- 維基物種上的相關：短柄枹栎